# ISO 3166-2:LR
ISO 3166-2:LR è uno standard ISO che definisce i codici geografici delle suddivisioni della Liberia; è un sottogruppo dello standard ISO 3166-2.
I codici, assegnati alle 15 contee del paese, sono formati da LR- (sigla ISO 3166-1 alpha-2 dello Stato), seguito da due lettere.

## Codici
| Codice | Contea           |
| ------ | ---------------- |
| LR-BM  | Bomi             |
| LR-BG  | Bong             |
| LR-GP  | Gbarpolu         |
| LR-GB  | Grand Bassa      |
| LR-CM  | Grand Cape Mount |
| LR-GG  | Grand Gedeh      |
| LR-GK  | Grand Kru        |
| LR-LO  | Lofa             |
| LR-MG  | Margibi          |
| LR-MY  | Maryland         |
| LR-MO  | Montserrado      |
| LR-NI  | Nimba            |
| LR-RI  | River Cess       |
| LR-RG  | River Gee        |
| LR-SI  | Sinoe            |